# جف ماتسودا
جف ماتسودا (انگلیسی: Jeff Matsuda؛ زادهٔ ۱۹۷۰) یک پویانما است.